# هایکاز یرانوسیان
هایکاز لِوُونی یرانوسیان (ارمنی: Հայկազ Լևոնի Երանոսյան؛  ۲۶ سپتامبر ۱۹۲۳ – ۲۰۲۰) یک تئاترشناس، تاریخ‌نگار هنر اهل ارمنستان است. وی بین سال‌های - تا - میلادی فعالیت می‌کرد.

## زندگی‌نامه
وی در ۲۶ سپتامبر ۱۹۲۳ در قوناخقرآن به دنیا آمد و از انستیتو دولتی هنری و نمایشی ایروان فارغ‌التحصیل شد. وی همچنین برندهٔ جوایزی همچون چهره هنری شایسته جمهوری ارمنستان، نشان جنگ میهنی (درجه یک) نشان ستاره سرخ شده است. وی در ۲۰۲۰ در سن ۹۷ سالگی در ایروان درگذشت.